# Mesquinhata
Mesquinhata é uma povoação portuguesa do Município de Baião que foi sede da extinta Freguesia de Mesquinhata, freguesia que tinha 3,44 km² de área e 301 habitantes (2011), e, por isso, uma  densidade populacional de 87,5 hab/km².
A Freguesia de Mesquinhata foi extinta em 2013, no âmbito de uma reforma administrativa nacional, tendo sido agregada à Freguesia de Santa Leocádia, para formar uma nova freguesia denominada União das Freguesias de Baião (Santa Leocádia) e Mesquinhata com sede em Santa Leocádia.

## População
| População da freguesia de Mesquinhata | População da freguesia de Mesquinhata | População da freguesia de Mesquinhata | População da freguesia de Mesquinhata | População da freguesia de Mesquinhata | População da freguesia de Mesquinhata | População da freguesia de Mesquinhata | População da freguesia de Mesquinhata | População da freguesia de Mesquinhata | População da freguesia de Mesquinhata | População da freguesia de Mesquinhata | População da freguesia de Mesquinhata | População da freguesia de Mesquinhata | População da freguesia de Mesquinhata | População da freguesia de Mesquinhata |
| ------------------------------------- | ------------------------------------- | ------------------------------------- | ------------------------------------- | ------------------------------------- | ------------------------------------- | ------------------------------------- | ------------------------------------- | ------------------------------------- | ------------------------------------- | ------------------------------------- | ------------------------------------- | ------------------------------------- | ------------------------------------- | ------------------------------------- |
| 1864                                  | 1878                                  | 1890                                  | 1900                                  | 1911                                  | 1920                                  | 1930                                  | 1940                                  | 1950                                  | 1960                                  | 1970                                  | 1981                                  | 1991                                  | 2001                                  | 2011                                  |
| 400                                   | 471                                   | 447                                   | 489                                   | 472                                   | 479                                   | 536                                   | 570                                   | 550                                   | 512                                   | 430                                   | 411                                   | 393                                   | 408                                   | 301                                   |

| Distribuição da População por Grupos Etários | Distribuição da População por Grupos Etários | Distribuição da População por Grupos Etários | Distribuição da População por Grupos Etários | Distribuição da População por Grupos Etários | Distribuição da População por Grupos Etários | Distribuição da População por Grupos Etários | Distribuição da População por Grupos Etários | Distribuição da População por Grupos Etários | Distribuição da População por Grupos Etários |
| -------------------------------------------- | -------------------------------------------- | -------------------------------------------- | -------------------------------------------- | -------------------------------------------- | -------------------------------------------- | -------------------------------------------- | -------------------------------------------- | -------------------------------------------- | -------------------------------------------- |
| Ano                                          | 0-14 Anos                                    | 15-24 Anos                                   | 25-64 Anos                                   | > 65 Anos                                    |                                              | 0-14 Anos                                    | 15-24 Anos                                   | 25-64 Anos                                   | > 65 Anos                                    |
| 2001                                         | 90                                           | 58                                           | 189                                          | 71                                           |                                              | 22,1%                                        | 14,2%                                        | 46,3%                                        | 17,4%                                        |
| 2011                                         | 41                                           | 51                                           | 146                                          | 63                                           |                                              | 13,6%                                        | 16,9%                                        | 48,5%                                        | 20,9%                                        |

## Património
- Igreja Matriz de Mesquinhata;
- Casa da Cocheca